# 罗冠宗
罗冠宗（1920年2月22日—2011年2月13日），广东高明人，中华人民共和国基督教人物，中国基督教三自爱国运动委员会原主席，中华全国青年联合会原副主席，第五、六、七、八、九届全国政协委员。

## 生平
1942年于上海救主堂受洗入教。1943年毕业于复旦大学。
1980年至1997年任中国基督教三自爱国运动委员会副主席（1992年起兼秘书长），1997年至2002年任主席。